# Bílá skála u Třebenic
Bílá skála u Třebenic je mohutný skalní útvar v kaňonu Vltavy mezi Slapskou a Štěchovickou přehradou. Tvoří ji čtyři strmé skalní pilíře vysoké 120 metrů a mezi nimi suťové rokle.
Stěna je tvořena metavulkanity, přeměněnými lávami a sopečnými tufy. Jsou tmavé, středně zrnité a tvrdé. Hornina se rozpadá na ostré desky a bloky velkých rozměrů.
Přístup pod Bílou skálu vede pěší stezkou po zelené turistické značce, která kopíruje levý břeh Vltavy mezi Slapy a Štěchovicemi. Nachází se dvě stě metrů od trampské chatové osady Ztracená naděje (Ztracenka) proti proudu řeky. Pod nimi dříve tekly peřeje Svatojánské proudy, které jsou dnes zalité vodou Štěchovické přehrady.

## Zajímavosti
První horolezeckou cestu Mravenčí pilíř vylezli na Bilé skále František Kutta a Karel Rada 18. července 1954. V sedmdesátých letech 20. století přidal významné prvovýstupy Pavel Schwarz.
Tímto místem byli inspirování František Korda a Jenda Korda, když napsali známou trampskou píseň Až ztichnou bílé skály, kterou zpopularizovala zpěvačka Eva Olmerová.